# هری کلر
هری کلر (انگلیسی: Harry Keller؛ ۲۲ فوریه ۱۹۱۳ – ۱۹ ژانویه ۱۹۸۷) یک کارگردان، تهیه‌کننده، و تدوین‌گر اهل ایالات متحده آمریکا بود. 